# Јанков Мост
Јанков Мост (рум. Iancăid) је насеље града Зрењанина у Средњобанатском округу. Према попису из 2022. било је 388 становника.
Место је добило име по хероју хришћанско-турских ратова из 15. века, Сибињанин Јанку (на мађарском Јанош Хуњади), а мост отуда што је село окружено рекама и мостовима.

## Историја
Први помен Јанковог Моста је из 13. века. Село се тада налазило у склопу мађарске средњовековне државе. Године 1551. село освајају Турци и држе под својом управом два века до 1716. Под аустријском влашћу у селу су колонизовани Румуни, пошто је село запустело након одласка Турака. Румуни који су се насељавали углавном су долазили из Трансилваније средином 18. века.
Јанкаид је био 1764. године православна парохија у Елемирском протопрезвирату. Аустријски царски ревизор Ерлер је 1774. године констатовао да "Јанкаид" припада Бечкеречком округу и дистрикту. Становништво је тада измешано влашко и српско. Када је 1797. године пописан православни клир у месту су била три православна свештеника. Парох поп Василије Поповић (рукоп. 1761), капелан поп Софроније Поповић (1790) и ђакон Исак Бегу служили су се само румунским језиком.
Од 1918. године место улази у састав Југославије.

## Географски положај
Село се налази у Панонској низији. Просечна надморска висина у атару села је око 80 метара. Јанков Мост се простире на средњобанатској лесној заравни. Земљиште је двојако: чернозем с оглејавањем у лесу и спорадично слана слатина. Та сланоћа се може објаснити постојањем некадашњим постојањем Панонског мора на овим просторима. Село је окружено с 3 стране рекама и каналима. Кроз атар села протичу Стари Бегеј, канал Пловни Бегеј и канал Дунав—Тиса—Дунав. Стари Бегеј и канал ДТД теку тик уз Јанков Мост. Флора је већином степска, травната. Ту су, међутим, и дрвећа: багрем, топола, итд. Фауна је разноврсна: зечеви, лисице, срне и птице. Саобраћајно је насеље добро повезано с околином. Село је асфалтним путем спојено са Зрењанином, преко оближњег села Михајлово и са Банатским Двором, где се спаја са главним путем Зрењанин - Румунија. Оба водена канала су пловна.
Будући да се налази у средњој Европи, клима у Јанковом Мосту је континентална, са сва 4 изражена годишња доба, са топлим летима и дугим и хладним зимама. Просечна годишња температура је нешто изнад 10 °C.

## Привреда
Становништво се бави углавном пољопривредом. Узгајају се: житарице, кукуруз, индустријско биље, винова лоза, воће и поврће. Такође, сточни фонд је разнолик. Поред ових занимања у селу се баве: столарством, зидарством, каменорезањем, механиком пољопривредних машина, има и фризера, бербера, кројача, шваља.

## Демографија
У насељу Јанков Мост живи 543 пунолетна становника, а просечна старост становништва износи 48,2 година (45,3 код мушкараца и 51,2 код жена). У насељу има 237 домаћинстава, а просечан број чланова по домаћинству је 2,68.
Становништво у овом насељу веома је разнолико, Румуни чине већину, због тога село има и своје румунско име — Iancaid. Број становника има сталну тенденцију опадања, још од половине прошлог века. Место има две цркве: румунску православну цркву, коју исповеда највише мештана, и Грко-католичку цркву. Срби су насељени много касније и засад су без богомоље.
Јанков Мост има основну школу, отворена су само издвојена одељења нижих разреда градске основне школе „Ђура Јакшић“, са комбинованом наставом на румунском језику. Да би завршили обавезно основно образовање, од петог до осмог разреда, ђаци путују редовним аутобуским линијама за Зрењанин, удаљен 15 километара. Већина становника има завршену средњу школу, а неки и више или високо образовање. Од људи с вишим и високим образовањем, велики број напушта село и одлази да живи у граду, Зрењанину или неком другом.
Насеље има Дом културе. Фолклорна, плесна и музичка, група носи назив „Лумина“ (светлост). Такође, здравствена станица с апотеком је у селу. Најближа пошта и банка налазе се у Михајлову, удаљеном 2 километра (20-30 минута хода). Постоји и ватрогасно друштво. У близини је крајем прошлог века отворена сабирна станица за гас, пошто су околна поља велика налазишта природног гаса. У селу раде 2 продавнице с прехрамбеном робом, пољопривредна задруга и њена продавница, сабирна станица зрењанинске млекаре и неколико кафића/кафана. Насеље има фудбалски терен покрај реке Бегеј; локална екипа је „Униреа“ (јединство). На ободу села је гробље. Нешто даље од насељених кућа налази се сеоско сметлиште. У Јанковом Мосту свака кућа има струју, већина има телефонску линију. Село нема заједнички водовод и канализацију, доведен гас за домаћинства. Председник Месне канцеларије Месне заједнице Јанковог Моста је Тибериу Воина.
|  |

| Демографија | Демографија | Демографија |
| Година      | Становника  | Становника  |
| ----------- | ----------- | ----------- |
| 1948.       | 1.070       |             |
| 1953.       | 1.101       |             |
| 1961.       | 1.057       |             |
| 1971.       | 977         |             |
| 1981.       | 841         |             |
| 1991.       | 752         | 736         |
| 2002.       | 636         | 639         |

| Етнички састав према попису из 2002.‍ | Етнички састав према попису из 2002.‍ | Етнички састав према попису из 2002.‍ | Етнички састав према попису из 2002.‍ | Етнички састав према попису из 2002.‍ |
| ------------------------------------ | ------------------------------------ | ------------------------------------ | ------------------------------------ | ------------------------------------ |
|                                      |                                      |                                      |                                      |                                      |
| Румуни                               | Румуни                               |                                      | 384                                  | 60,37%                               |
| Срби                                 | Срби                                 |                                      | 183                                  | 28,77%                               |
| Роми                                 | Роми                                 |                                      | 20                                   | 3,14%                                |
| Мађари                               | Мађари                               |                                      | 14                                   | 2,20%                                |
| Југословени                          | Југословени                          |                                      | 10                                   | 1,57%                                |
| Хрвати                               | Хрвати                               |                                      | 2                                    | 0,31%                                |
| Немци                                | Немци                                |                                      | 2                                    | 0,31%                                |
| Муслимани                            | Муслимани                            |                                      | 1                                    | 0,15%                                |
| непознато                            | непознато                            |                                      | 9                                    | 1,41%                                |

| \| \| м \| \| \| ж \| \| ? \| 0 \| \| \| 0 \| \| 80+ \| 14 \| \| \| 21 \| \| 75—79 \| 14 \| \| \| 25 \| \| 70—74 \| 28 \| \| \| 34 \| \| 65—69 \| 26 \| \| \| 32 \| \| 60—64 \| 19 \| \| \| 15 \| \| 55—59 \| 23 \| \| \| 27 \| \| 50—54 \| 23 \| \| \| 29 \| \| 45—49 \| 23 \| \| \| 21 \| \| 40—44 \| 23 \| \| \| 19 \| \| 35—39 \| 16 \| \| \| 15 \| \| 30—34 \| 18 \| \| \| 14 \| \| 25—29 \| 16 \| \| \| 11 \| \| 20—24 \| 12 \| \| \| 14 \| \| 15—19 \| 23 \| \| \| 9 \| \| 10—14 \| 20 \| \| \| 13 \| \| 5—9 \| 10 \| \| \| 11 \| \| 0—4 \| 12 \| \| \| 6 \| \| Просек : \| 45,3 \| \| \| 51,2 \| |      |  |  |      |
| |      |  |  |      |
| | м    |  |  | ж    |
| ? | 0    |  |  | 0    |
| 80+ | 14   |  |  | 21   |
| 75—79 | 14   |  |  | 25   |
| 70—74 | 28   |  |  | 34   |
| 65—69 | 26   |  |  | 32   |
| 60—64 | 19   |  |  | 15   |
| 55—59 | 23   |  |  | 27   |
| 50—54 | 23   |  |  | 29   |
| 45—49 | 23   |  |  | 21   |
| 40—44 | 23   |  |  | 19   |
| 35—39 | 16   |  |  | 15   |
| 30—34 | 18   |  |  | 14   |
| 25—29 | 16   |  |  | 11   |
| 20—24 | 12   |  |  | 14   |
| 15—19 | 23   |  |  | 9    |
| 10—14 | 20   |  |  | 13   |
| 5—9 | 10   |  |  | 11   |
| 0—4 | 12   |  |  | 6    |
| Просек : | 45,3 |  |  | 51,2 |

| Година пописа     | 1948. | 1953. | 1961. | 1971. | 1981. | 1991. | 2002. |
| ----------------- | ----- | ----- | ----- | ----- | ----- | ----- | ----- |
| Број домаћинстава | 275   | 274   | 279   | 259   | 252   | 266   | 237   |

| Број чланова      | 1  | 2  | 3  | 4  | 5  | 6 | 7 | 8 | 9 | 10 и више | Просек |
| ----------------- | -- | -- | -- | -- | -- | - | - | - | - | --------- | ------ |
| Број домаћинстава | 48 | 84 | 38 | 40 | 18 | 7 | 2 | 0 | 0 | 0         | 2,68   |

| Пол    | Укупно | Неожењен/Неудата | Ожењен/Удата | Удовац/Удовица | Разведен/Разведена | Непознато |
| ------ | ------ | ---------------- | ------------ | -------------- | ------------------ | --------- |
| Мушки  | 278    | 75               | 177          | 17             | 9                  | 0         |
| Женски | 286    | 29               | 177          | 66             | 13                 | 1         |
| УКУПНО | 564    | 104              | 354          | 83             | 22                 | 1         |

| Пол    | Укупно                    | Пољопривреда, лов и шумарство | Рибарство                            | Вађење руде и камена | Прерађивачка индустрија       |
| ------ | ------------------------- | ----------------------------- | ------------------------------------ | -------------------- | ----------------------------- |
| Мушки  | 189                       | 125                           | 0                                    | 0                    | 20                            |
| Женски | 137                       | 100                           | 0                                    | 0                    | 8                             |
| Укупно | 326                       | 225                           | 0                                    | 0                    | 28                            |
|        |                           |                               |                                      |                      |                               |
| Пол    | Производња и снабдевање   | Грађевинарство                | Трговина                             | Хотели и ресторани   | Саобраћај, складиштење и везе |
| Мушки  | 2                         | 10                            | 8                                    | 1                    | 6                             |
| Женски | 0                         | 0                             | 7                                    | 1                    | 1                             |
| Укупно | 2                         | 10                            | 15                                   | 2                    | 7                             |
|        |                           |                               |                                      |                      |                               |
| Пол    | Финансијско посредовање   | Некретнине                    | Државна управа и одбрана             | Образовање           | Здравствени и социјални рад   |
| Мушки  | 0                         | 1                             | 8                                    | 1                    | 5                             |
| Женски | 2                         | 0                             | 2                                    | 5                    | 9                             |
| Укупно | 2                         | 1                             | 10                                   | 6                    | 14                            |
|        |                           |                               |                                      |                      |                               |
| Пол    | Остале услужне активности | Приватна домаћинства          | Екстериторијалне организације и тела | Непознато            | Непознато                     |
| Мушки  | 2                         | 0                             | 0                                    | 0                    | 0                             |
| Женски | 0                         | 0                             | 0                                    | 2                    | 2                             |
| Укупно | 2                         | 0                             | 0                                    | 2                    | 2                             |